# Commentry
Commentry est une commune française située dans le département de l'Allier, en région Auvergne-Rhône-Alpes. Ses habitants, au nombre de 6 018 en 2022, sont appelés les Commentryens. Cette ville minière a connu une forte croissance au XIXe siècle grâce à sa mine de charbon à ciel ouvert,.

## Géographie

### Localisation
À l'ouest des terres bourbonnaises, en limite des derniers contreforts des Combrailles, Commentry appartient au département de l’Allier. Sa place de ville-centre, au cœur du bassin de Montluçon, lui donne un poids économique indéniable.
Les communes limitrophes sont  Colombier, Durdat-Larequille, La Celle, Malicorne et Néris-les-Bains.
| Néris-les-Bains   | Malicorne | Malicorne |
| Néris-les-Bains   | Commentry | Colombier |
| Durdat-Larequille | La Celle  | La Celle  |

### Climat
Pour des articles plus généraux, voir Climat d'Auvergne-Rhône-Alpes et Climat de l'Allier.
En 2010, le climat de la commune est de type climat océanique dégradé des plaines du Centre et du Nord, selon une étude du CNRS s'appuyant sur une série de données couvrant la période 1971-2000. En 2020, Météo-France publie une typologie des climats de la France métropolitaine dans laquelle la commune est exposée à un climat de montagne ou de marges de montagne et est dans la région climatique Ouest et nord-ouest du Massif Central, caractérisée par une pluviométrie annuelle de 900 à 1 500 mm, maximale en automne et en hiver.
Pour la période 1971-2000, la température annuelle moyenne est de 10,4 °C, avec une amplitude thermique annuelle de 15,7 °C. Le cumul annuel moyen de précipitations est de 778 mm, avec 10,8 jours de précipitations en janvier et 7,1 jours en juillet. Pour la période 1991-2020, la température moyenne annuelle observée sur la station météorologique de Météo-France la plus proche, sur la commune de Durdat-Larequille à 5 km à vol d'oiseau, est de 11,0 °C et le cumul annuel moyen de précipitations est de 879,1 mm,. Pour l'avenir, les paramètres climatiques de la commune estimés pour 2050 selon différents scénarios d'émission de gaz à effet de serre sont consultables sur un site dédié publié par Météo-France en novembre 2022.
| Mois                                  | jan.           | fév.           | mars            | avril         | mai           | juin          | jui.          | août         | sep.          | oct.          | nov.           | déc.            | année     |
| ------------------------------------- | -------------- | -------------- | --------------- | ------------- | ------------- | ------------- | ------------- | ------------ | ------------- | ------------- | -------------- | --------------- | --------- |
| Température minimale moyenne (°C)     | 0,3            | 0,2            | 2,5             | 4,5           | 8,2           | 11,6          | 13,5          | 13,5         | 10,1          | 7,6           | 3,4            | 1,2             | 6,4       |
| Température moyenne (°C)              | 3,5            | 4,1            | 7,2             | 9,8           | 13,6          | 17,2          | 19,4          | 19,4         | 15,5          | 11,8          | 6,9            | 4,2             | 11        |
| Température maximale moyenne (°C)     | 6,7            | 7,9            | 11,9            | 15            | 18,9          | 22,7          | 25,2          | 25,4         | 20,9          | 16,1          | 10,4           | 7,2             | 15,7      |
| Record de froid (°C) date du record   | −23 16.01.1985 | −17 10.02.1986 | −14 01.03.05    | −7 04.04.1973 | −2 03.05.1979 | 1 05.06.1976  | 4 28.07.1975  | 1 11.08.1968 | −1 27.09.1972 | −6 29.10.1997 | −10 28.11.1973 | −14 26.12.10    | −23 1985  |
| Record de chaleur (°C) date du record | 21 01.01.22    | 25 20.02.1998  | 25,7 25.03.1981 | 28,4 17.04.13 | 32 27.05.17   | 40,7 29.06.19 | 39,6 25.07.19 | 40 12.08.03  | 34,6 14.09.20 | 32,8 02.10.23 | 26,3 08.11.15  | 21,5 03.12.1985 | 40,7 2019 |
| Précipitations (mm)                   | 64,9           | 55,5           | 57,8            | 77,3          | 93,4          | 76,1          | 71,6          | 70,6         | 84,7          | 73            | 83             | 71,2            | 879,1     |

## Urbanisme

### Typologie
Au 1er janvier 2024, Commentry est catégorisée bourg rural, selon la nouvelle grille communale de densité à 7 niveaux définie par l'Insee en 2022.
Elle appartient à l'unité urbaine de Commentry, une agglomération intra-départementale dont elle est ville-centre,. Par ailleurs la commune fait partie de l'aire d'attraction de Montluçon, dont elle est une commune de la couronne,. Cette aire, qui regroupe 58 communes, est catégorisée dans les aires de 50 000 à moins de 200 000 habitants,.

### Occupation des sols

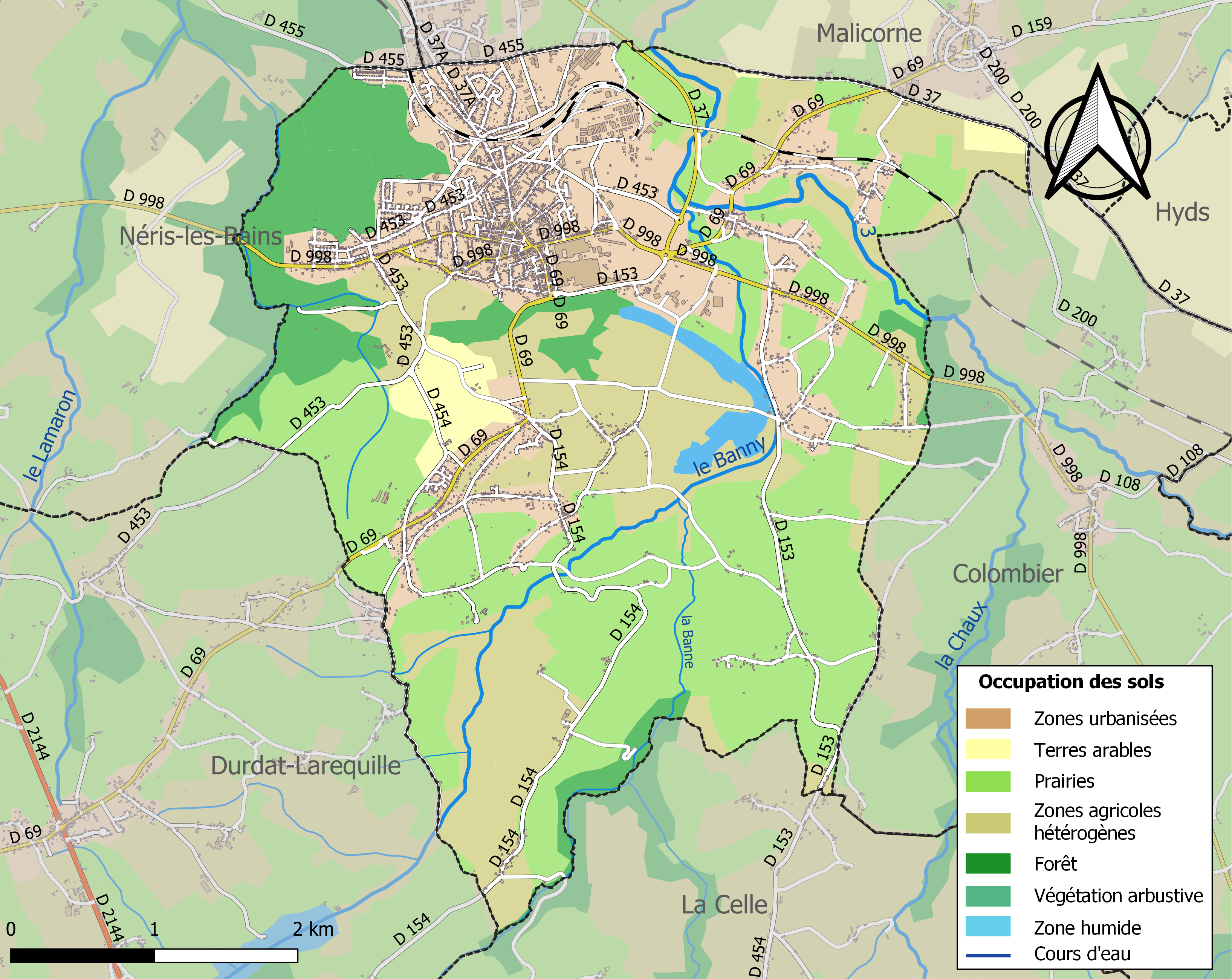
Carte des infrastructures et de l'occupation des sols de la commune en 2018 (CLC).

L'occupation des sols de la commune, telle qu'elle ressort de la base de données européenne d’occupation biophysique des sols Corine Land Cover (CLC), est marquée par l'importance des territoires agricoles (63,9 % en 2018), en diminution par rapport à 1990 (67,3 %). La répartition détaillée en 2018 est la suivante : 
prairies (37,7 %), zones agricoles hétérogènes (23,8 %), zones urbanisées (16,9 %), forêts (9,9 %), zones industrielles ou commerciales et réseaux de communication (7,9 %), terres arables (2,4 %), eaux continentales (1,3 %).
L'IGN met par ailleurs à disposition un outil en ligne permettant de comparer l’évolution dans le temps de l’occupation des sols de la commune (ou de territoires à des échelles différentes). Plusieurs époques sont accessibles sous forme de cartes ou photos aériennes : la carte de Cassini (XVIIIe siècle), la carte d'état-major (1820-1866) et la période actuelle (1950 à aujourd'hui).

### Voies de communication et transports
L'un des premiers chemins de fer industriels en France reliait Commentry à Montluçon dès 1842, avec une traction hippomobile jusqu'en 1854.
La commune bénéficie d'une bonne desserte routière, par l'A71 via l'A714 en direction de Paris, ainsi que par les routes départementales 37 (vers Chamblet et Montluçon), 69 (vers Doyet et Montmarault au nord-est et Durdat-Larequille au sud-ouest) et 998 (vers Colombier, Lapeyrouse et Gannat au sud-est et Néris-les-Bains à l'ouest).
La gare de Commentry fut desservie jusqu'en 2012 par les trains reliant Lyon à Bordeaux. Sa desserte se limite aux TER Auvergne reliant Montluçon à Clermont-Ferrand via Gannat.

## Toponymie
Attestée sous la forme Commentriacus en 1097.
Son nom est Comentric en marchois, dialecte qui est traditionnellement parlé dans la région de Montluçon. La commune fait, en effet, partie du Croissant, zone où se rejoignent et se mélangent la langue occitane et la langue d'oïl (berrichon).

## Histoire

### Époque contemporaine

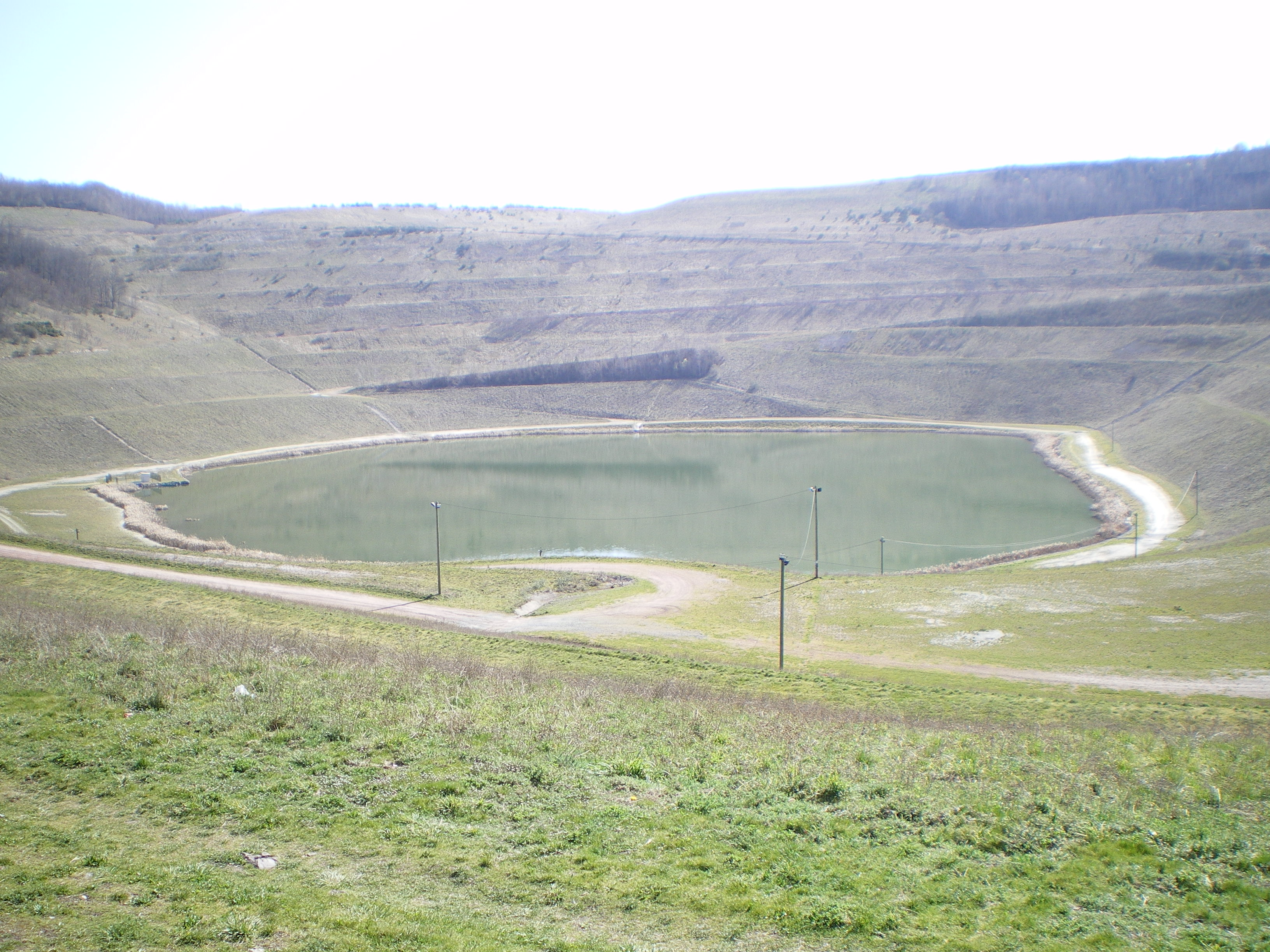
La mine de charbon, aujourd'hui inondée.

#### Un symbole du socialisme
En 1882, Commentry élit, pour la première fois dans le monde, un maire socialiste : Christophe Thivrier.
Pendant la répression de janvier et février 1894, la police y effectue des perquisitions visant les anarchistes qui y résident, sans réel succès,,. 
En septembre 1902, se tient à Commentry le congrès qui donne naissance au Parti socialiste de France par fusion du Parti ouvrier français (POF), « marxiste », de Jules Guesde, du Parti socialiste révolutionnaire (PSR), « blanquiste », d'Édouard Vaillant, et de l'Alliance communiste révolutionnaire. Ce congrès fédère les socialistes opposés à la politique de Bloc républicain incarnée par Alexandre Millerand alors ministre socialiste du gouvernement Waldeck-Rousseau et soutenue par Jean Jaurès.

## Politique et administration

### Tendances politiques et résultats
Aux élections municipales de 2014, quatre candidats se sont représentés. Le premier tour n'a pas donné d'issue définitive, la liste de Claude Riboulet n'arrivant en tête qu'avec 47,05 % des voix. Le taux de participation au 1er tour est de 68,50 %. Au second tour, les deux listes de tête (celle de Claude Riboulet et celle de Sylvain Bourdier) se sont départagées et la liste de Claude Riboulet l'emporte avec 58,11 % des voix. Le taux de participation au second tour est de 68,41 %.
29 sièges étaient pourvus au conseil municipal, dont cinq au conseil communautaire de l'ancienne communauté de communes de Commentry - Néris-les-Bains à l'issue de ces élections. La majorité de ces sièges est détenue par Claude Riboulet (23 sièges dont 4), l'opposition obtient les six sièges restants dont un au conseil communautaire.
Le 28 mai 2020, Sylvain Bourdier a été élu maire, à la suite des élections municipales de 2020, faisant basculer la ville à gauche. Le conseil municipal, réuni exceptionnellement dans la salle de l'Agora afin d'élire le maire, a désigné huit adjoints.

### Jumelages
Commentry est jumelée avec  Chojnow (Pologne) depuis 2006.

## Population et société

### Démographie

#### Évolution démographique
L'évolution du nombre d'habitants est connue à travers les recensements de la population effectués dans la commune depuis 1793. Pour les communes de moins de 10 000 habitants, une enquête de recensement portant sur toute la population est réalisée tous les cinq ans, les populations de référence des années intermédiaires étant quant à elles estimées par interpolation ou extrapolation. Pour la commune, le premier recensement exhaustif entrant dans le cadre du nouveau dispositif a été réalisé en 2006.

En 2022, la commune comptait 6 018 habitants, en évolution de −3,9 % par rapport à 2016 (Allier : −1,38 %, France hors Mayotte : +2,11 %).
| 1793 | 1800 | 1806 | 1821 | 1831  | 1836  | 1841  | 1846  | 1851  |
| ---- | ---- | ---- | ---- | ----- | ----- | ----- | ----- | ----- |
| 600  | 498  | 565  | 601  | 1 277 | 1 126 | 1 424 | 3 015 | 5 465 |

| 1856  | 1861  | 1866  | 1872   | 1876   | 1881   | 1886   | 1891   | 1896   |
| ----- | ----- | ----- | ------ | ------ | ------ | ------ | ------ | ------ |
| 8 484 | 8 582 | 9 978 | 11 698 | 12 978 | 12 416 | 12 515 | 12 618 | 12 632 |

| 1901   | 1906   | 1911   | 1921   | 1926   | 1931   | 1936  | 1946  | 1954  |
| ------ | ------ | ------ | ------ | ------ | ------ | ----- | ----- | ----- |
| 11 169 | 10 205 | 10 112 | 10 256 | 10 089 | 10 136 | 8 827 | 9 119 | 9 259 |

| 1962  | 1968   | 1975   | 1982  | 1990  | 1999  | 2006  | 2011  | 2016  |
| ----- | ------ | ------ | ----- | ----- | ----- | ----- | ----- | ----- |
| 9 711 | 10 026 | 10 043 | 9 195 | 8 021 | 7 204 | 6 857 | 6 580 | 6 262 |

| 2021  | 2022  | - | - | - | - | - | - | - |
| ----- | ----- | - | - | - | - | - | - | - |
| 6 059 | 6 018 | - | - | - | - | - | - | - |

#### Pyramide des âges
En 2021, le taux de personnes d'un âge inférieur à 30 ans s'élève à 25,3 %, soit en dessous de la moyenne départementale (29,0 %). À l'inverse, le taux de personnes d'âge supérieur à 60 ans est de 41,4 % la même année, alors qu'il est de 35,6 % au niveau départemental.
En 2021, la commune comptait 2 883 hommes pour 3 176 femmes, soit un taux de 52,42 % de femmes, légèrement supérieur au taux départemental (52,03 %).
Les pyramides des âges de la commune et du département s'établissent comme suit :
| Hommes | Classe d’âge | Femmes |
| ------ | ------------ | ------ |
| 0,8    | 90 ou +      | 3,2    |
| 11,6   | 75-89 ans    | 16,4   |
| 24,2   | 60-74 ans    | 26,1   |
| 20,9   | 45-59 ans    | 19,2   |
| 14,2   | 30-44 ans    | 12,6   |
| 14,5   | 15-29 ans    | 10,7   |
| 13,7   | 0-14 ans     | 11,9   |

| Hommes | Classe d’âge | Femmes |
| ------ | ------------ | ------ |
| 1,2    | 90 ou +      | 3      |
| 10     | 75-89 ans    | 13,4   |
| 21,3   | 60-74 ans    | 22     |
| 20,6   | 45-59 ans    | 19,6   |
| 15,7   | 30-44 ans    | 15     |
| 15,6   | 15-29 ans    | 12,9   |
| 15,7   | 0-14 ans     | 14     |

### Enseignement
Commentry dépend de l'académie de Clermont-Ferrand. Elle gère les écoles maternelles du Bois et Bourbonnais, ainsi que les écoles élémentaires Édith-Busseron, Pourcheroux et Vieux Bourg.
Les élèves poursuivent leur scolarité au collège Émile-Mâle, situé dans la commune, puis dans les lycées de Montluçon. Il existe aussi un lycée professionnel (Geneviève-Vincent).

### Manifestations culturelles et festivités
- Semaine du développement durable.
- Festival de musique de variété "Les mineurs de sons".
- Fête communale du Vijon.
- Rencontres de théâtre amateur.
- Le Carnaval organisé chaque année.
- Festival bikers et de rock "Les Bayoux"

## Culture locale et patrimoine

### Lieux et monuments
- Hôtel de ville de 1897. Présence de fresques de Marc Saint-Saëns et du triptyque de Charles Duvent, La Joie au travail, ainsi que de La Liberté guidant le Peuple, de Lucien Pénat, copie d’Eugène Delacroix commandée par la municipalité à l'artiste pour orner la salle d'honneur.
- Halle couverte XIXe siècle.
- Église Saint-Front du XIIe siècle au Vieux Bourg[38].
- Église du Sacré-Cœur du XIXe siècle. Église néo-classique avec campanile. Première église de France à avoir été consacrée au Sacré-Cœur[réf. nécessaire]. Orgue Merklin de 1876.
- Portail de la Glacerie.
- Le Forgeron de Paul Silvestre érigé (1939).
- Le monument aux morts de Commentry réalisé par le sculpteur Félix-Alexandre Desruelles, représente un paysan découvrant dans son champ la tombe d’un soldat. L'homme se recueille, appuyé sur une faux. Il est inscrit sur le monument « La ville de Commentry à ses enfants victimes de la guerre »[39].

### Musée
Salle du patrimoine Émile-Mâle.

### Personnalités liées à la commune
- Nicolas Rambourg (1751-1827) Maître de forges de la forêt de Tronçais, devient concessionnaire des mines de Commentry en 1821 et déclenche l'industrialisation de la ville.
- Paul Rambourg (1799-1873), fils du précédent Maire de 1830 à 1864, député de 1857 à 1863, maire de Néris-les-Bains en 1871. Industriel, associé-gérant de Rambourg Frères & Cie (Houillères de Commentry, Forges de Montluçon, Manufacture de Glaces et Verreries de Commentry…).
- Stéphane Mony (1800-1884) Ingénieur, directeur des Houillères de Commentry de 1840 à 1854, directeur général de la Société de Fourchambault-Commentry de 1854 à 1883, il évince les familles Rambourg et Boigues de la société. Maire de 1865 à 1870, député de 1868 à 1871.
- Louis Coulon (1826-1916), ouvrier et syndicaliste connu pour avoir eu la deuxième plus grande barbe au monde (plus de 3m30) à la fin du XIXe siècle et avoir été le doyen de la métallurgie en France.
- Charles-Auguste Martenot (1827-1900) Ingénieur, directeur général des Forges de Châtillon-Commentry, puis des Houillères de Commentry. Maire de 1870 à 1875, député de 1871 à 1876, sénateur de 1876 à 1885.
- Christophe Thivrier (1841-1895) Maire et député sous la IIIe République, premier maire socialiste élu au monde (le 6 juin 1882)[40].
- Henri Fayol (1841-1925) Ingénieur, successeur de Stéphane Mony à la tête des Houillères, puis de la Société. Il procède à la fusion avec les Mines de Decazeville et à plusieurs extensions d'activité dans les bassins houillers lorrains. Il est célèbre par sa doctrine de management, le fayolisme, qui sera la « norme » enseignée par les Business Schools américaines pendant toute la seconde moitié du XXe siècle.
- Émile Mâle (1862-1954) Historien d'art et académicien français.
- Victor Auclair (1866-1928) Architecte, né à Commentry.
- Alfred Beneyton (1869-1947), ingénieur, photographe et explorateur, né et mort à Commentry.
- Georges Champavert (1870-1931) Auteur dramatique et metteur en scène né à Commentry.
- Jean Beaumont (1870-1966) Sénateur de l'Allier (1920-1940), né et mort à Commentry.
- Léon Thivrier (1871-1920), homme politique né à Commentry, député de l'Allier de 1902 à 1919.
- Isidore Thivrier (1874-1944, Député français, maire de Commentry 1936-1943, né à Commentry.
- Jean Bayet (1882-1969) Latiniste et historien de la religion romaine, membre de l'Institut, directeur de l'École française de Rome, dont le grand-père paternel, Gilbert Bayet, fut maire de Commentry de 1871 à 1873.
- Jacques Hillairet (1886-1984) Historien, spécialiste de l'histoire de Paris, natif de Commentry.
- Abel Gance (1889-1981) Réalisateur et producteur de cinéma. Il passa une partie de son enfance chez ses grands-parents maternels à Commentry.
- Émile Baligean (1891-1964) Dirigeant syndical français, décédé à Commentry.
- Georges Rougeron (1911-2003) Maire, président du Conseil général et sénateur de l'Allier.
- Henri Laville (1915-1958), instituteur, journaliste et écrivain ; il passe la plus grande partie de son enfance à Commentry. Son premier roman, Petite Frontière, publié en 1944 chez Julliard, est aussi un témoignage de la vie à Commentry à cette époque[41]. Une rue de Commentry porte son nom.

### Héraldique et symboles
|  | Les armes de la commune se blasonnent ainsi : De gueules à l'enclume de sable surmonté d'un marteau et d'un pic de mineur du même posés en sautoir, surmontés d'une lampe de mineur du même allumée d'argent. * Il y a là non-respect de la règle de contrariété des couleurs : ces armes sont fautives. |

Trouvée dans les houillères vers 1880, la célèbre Meganeura Monyi a acquis ses lettres de noblesse en se révélant être la plus grande libellule fossile découverte au monde à cette époque. Le fossile qui a servi à la description de cet insecte en 1885 vient de Commentry ; il est conservé au Muséum national d'histoire naturelle.
Héritage du passé local et symbole de la préservation de l’environnement, la libellule est devenue au XXIe siècle[réf. souhaitée] l’emblème de la ville de Commentry, remplaçant la lampe et le pic de mineur du blason devenus obsolètes. Elle figure, de manière stylisée, sur le logo de la ville et, en 2007, a été inaugurée une statue, due à Alain Bourgeon, qui représente la libellule géante ; installée au milieu du rond-point de l'avenue du Président-Allende, sur la route de Néris, elle mesure 3 m de long et 4,25 m d'envergure.